# 롤백 (전술)
롤백(rollback)은 정치학에서 한 나라의 주요 정책들을 강제로 변화시키는 전략으로, 보통 정권을 교체함으로써 이루어진다. 국가의 확장을 막는 것을 뜻하는 봉쇄 정책, 국가의 긴장 관계를 완화하는 데탕트와는 대조된다.

## 용어
롤백이라는 용어는 1940년대와 1950년대에 보급되었으나 실제 이 용어는 그보다 훨씬 더 오래되었다.

## 냉전

### 대통령 아이젠하워
아이젠하워(미국 34대 대통령, 1890∼1969)는 한국전쟁에 대한 비판적 여론과 군사비의 이상증대 현상이 발생한 상황에서 집권하였고, 국무장관 델레스를 중심으로 전개된 그 세력전략은 강경정책(强硬政策：roll back)이라고 일컬어졌다.
이 롤백정책의 목적은 봉쇄정책과는 달리 제2차 대전 후에 성립한 공산주의 국가들을 방치(放置)하지 않고 적극적으로 이에 공세를 가하여 그들의 세력팽창을 단호히 분쇄하고, 모스크바의 지배 아래 있는 여러 나라를 그 손아귀에서 풀려나게 하는 데 있었다. 델레스는 이와 같은 목적을 위해서는 전면전쟁도 불사한다고 선언했다. 그리하여 장기적으로 안정된 전면전쟁 능력의 준비에 의해서 소련에 대한 주도권을 장악하고, 스스로가 선택하는 장소와 방법에 의해서 보복한다는 방침 아래 적극적인 외교공세를 취한다는 것이 강조되었다.
이와 같이 대소련 공세라고 하는 적극적인 목표와 한국전쟁으로 인한 군사비의 증대를 축소하는 긴축재정의 필요성 사이에 딜레마를 해결하기 위해서 새로운 군사정책인 뉴룩(new look)전략이 입안되었다. 이는 군사비 지출의 절약을 위해서 미국의 군비증강의 주요한 노력은 핵(核)·전략공군의 대량보복 능력의 우위유지를 지향하는 한편 동맹국 자체의 군대를 강화하여 국지적 지상전투에 대처하는 힘을 기르려고 하는 것이다.
이렇게 하여 미국의 공산주의 국가들에 대한 견제정책은 일단 활발하게 되었다. 아이젠하워는 얄타협정의 포기를 암시하는 교서를 발표하고(1953년 3월 2일), 공산주의자들의 팽창정책에 맞서서 이들의 세계 적화행동을 저지하는 데 앞장섰다. 그와 동시에 공산주의 침략세력을 경계·억제하기 위한 군사동맹도 확대·정비되어 갔다. 파리협정에 의한 서독의 ＮＡＴＯ 가맹 조치와 바그다드 조약(1955년 2월, 후에 중앙 조약기구로 변경) 및 동남아시아조약기구의 결성 등이 그것이다.
그러나 이러한 미국의 롤백정책은 소련의 직접침략행위를 견제하는 데에는 어느 정도 성과를 거두었다고 볼 수 있겠으나, 국지전쟁을 통한, 동남아분쟁을 비롯한 중앙아시아(아프가니스탄) 분쟁과 중동분쟁에 대한 군사원조라는 간접적인 팽창주의 정책과 남하정책에 대해서는 결정적인 성과를 거두지 못했다고 할 수 있다.